# Lockhartia imbricata
Lockhartia imbricata är en orkidéart som först beskrevs av Jean-Baptiste de Lamarck, och fick sitt nu gällande namn av Frederico Carlos Hoehne. Lockhartia imbricata ingår i släktet Lockhartia och familjen orkidéer. Inga underarter finns listade i Catalogue of Life.

## Bildgalleri

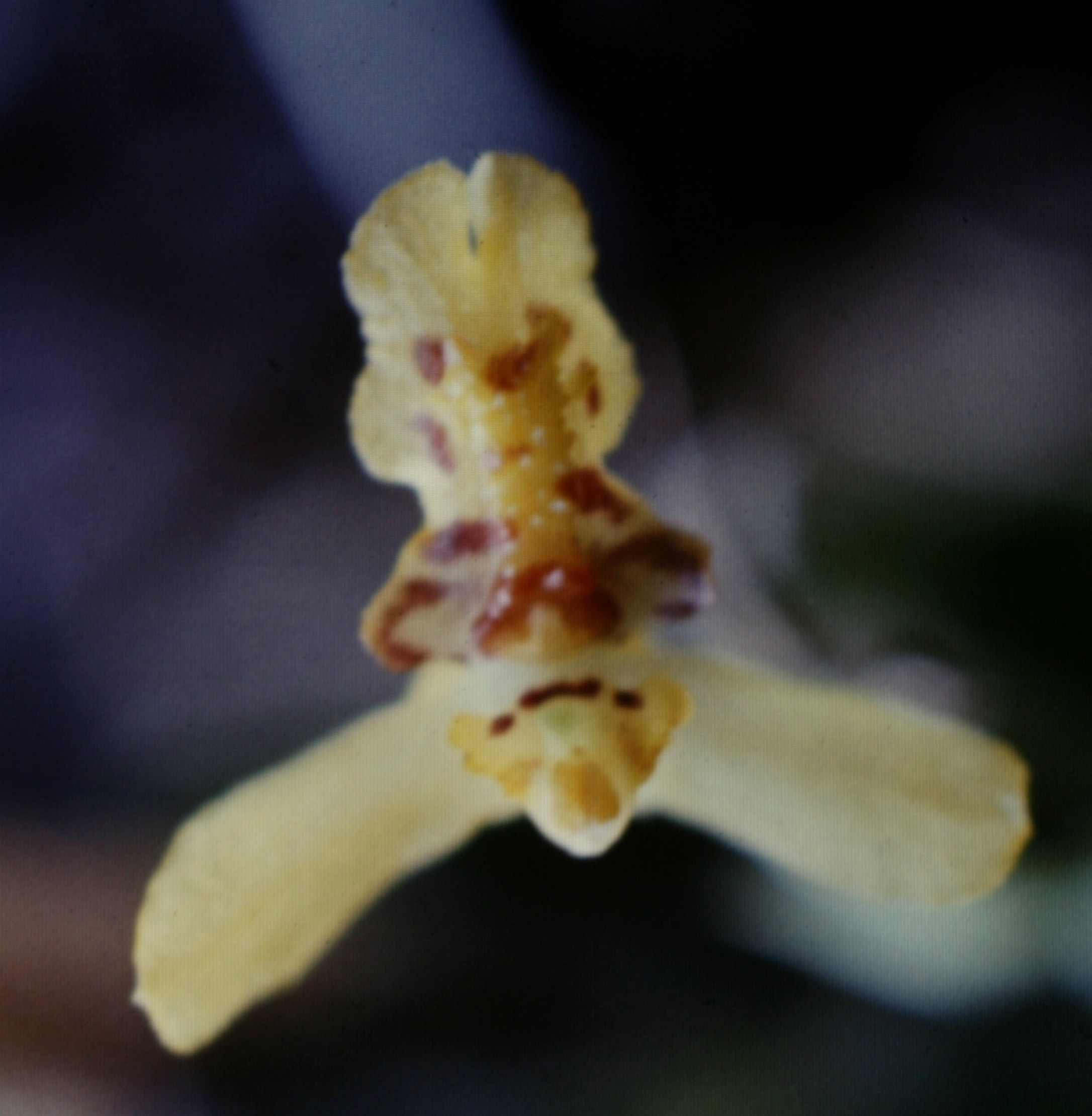
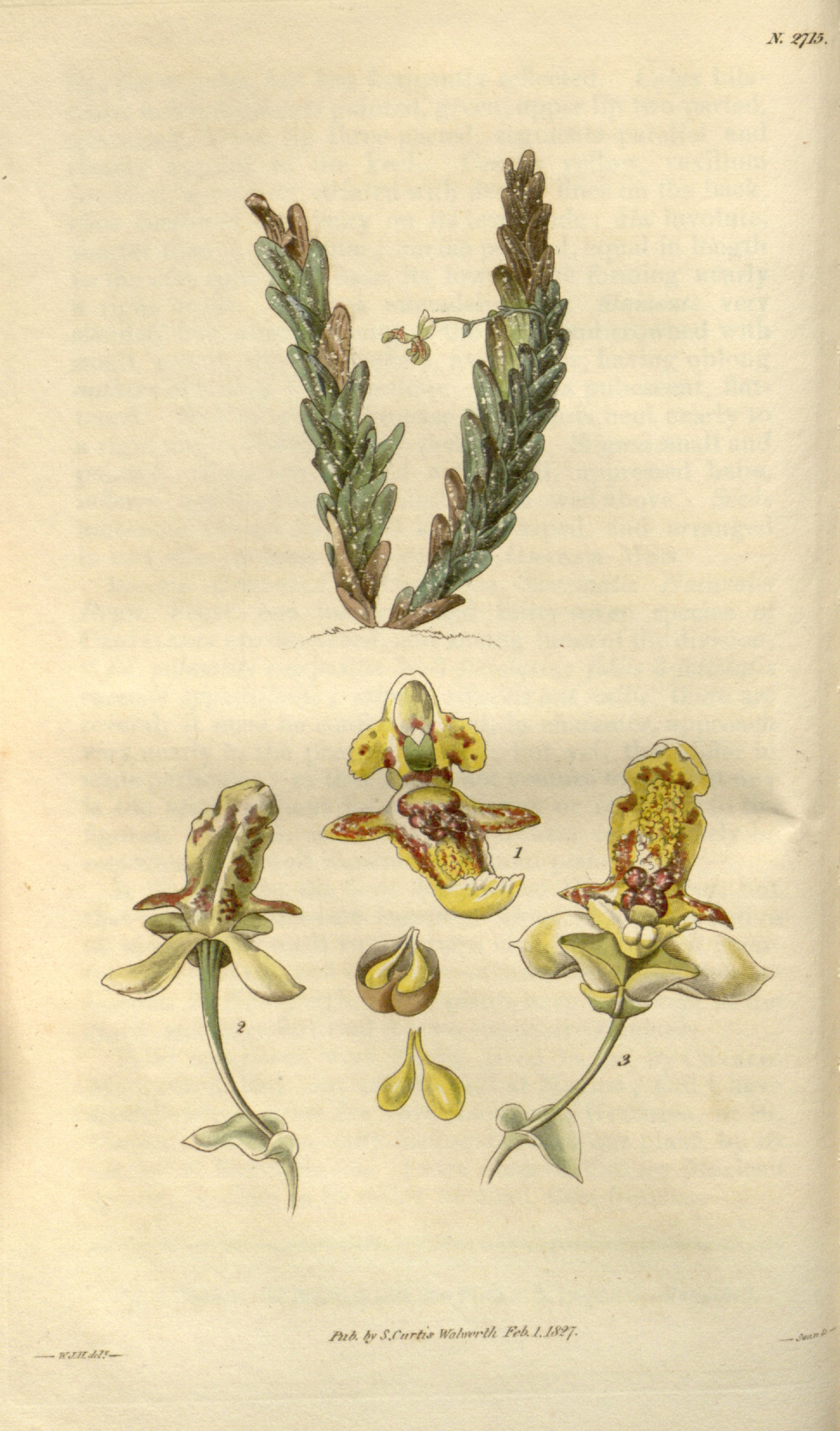
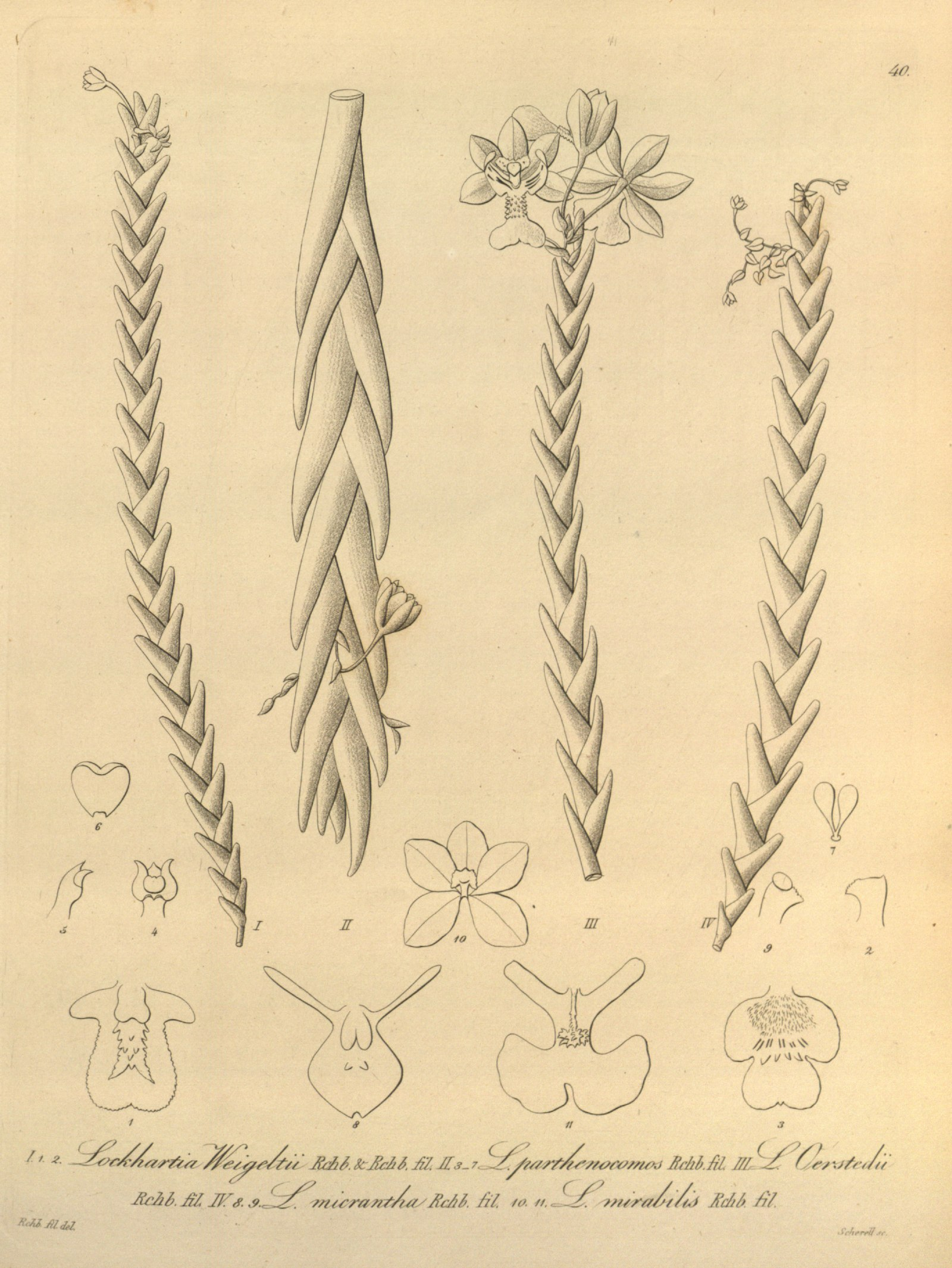